# Матонти-Ветрали (Салерно)
Матонти-Ветрали је насеље у Италији у округу Салерно, региону Кампанија.
Према процени из 2011. у насељу је живело 111 становника. Насеље се налази на надморској висини од 374 м.